# Nội soi phế quản
Nội soi phế quản là kỹ thuật nội soi giúp quan sát được bên trong đường dẫn khí nhằm mục đích chẩn đoán và điều trị. Một dụng cụ (ống soi phế quản) được đưa vào đường dẫn khí, thường qua mũi miệng hoặc đôi khi qua đường mở khí quản. Kỹ thuật này cho phép các bác sĩ kiểm tra các bất thường ở đường dẫn khí như dị vật, chảy máu, những khối u, hay viêm. Sinh thiết mô có thể được thực hiện. Cấu tạo của ống nội soi phế quản bao gồm các ống kim loại gắn thiết bị chiếu sáng tiếp đến ống sợi quang học gắn với một thiết bị chiếu video.

## Lịch sử
Một nhà thanh quản học người Đức Gustav Killian thực hiện thủ thuật nội soi phế quản lần đầu tiên vào năm 1897. Killian sử dụng một ống soi phế quản cứng để gắp một mảnh xương lợn. Thủ thuật được thực hiện trên một bệnh nhân tỉnh táo có tê tại chỗ bằng cocaine. Từ đó cho đến những năm 1970, chỉ có nội soi ống cứng được sử dụng.
Trong những năm 1920 Chevalier Jackson đã cải tiến ống nội soi phế quản cứng để quan sát  khí quản và phế quản chính. Nhà thanh quản học người anh Victor Negus, người đã làm việc với Jackson, cải thiện thiết kế ống nội soi, trở thành "nội soi phế quản Negus".
Shigeto Ikada đã phát minh ra nội soi phế quản ống mềm vào năm 1966. Các linh hoạt phạm vi ban đầu làm việc ống bó đòi hỏi một bên ngoài nguồn sáng chiếu sáng. Những phạm vi đã ngoài đường kính khoảng 5 mm đến 6 mm, với một khả năng để uốn cong 180 độ và để mở rộng 120 độ, cho phép xâm nhập vào thùy và phận quản. Gần đây, ống phạm vi đã được thay thế bởi bronchoscopes với một phụ trách thiết bị kết (CCD) video chip nằm ở vị trí của họ xa cực.

## Phân loại

### Nội soi ống cứng

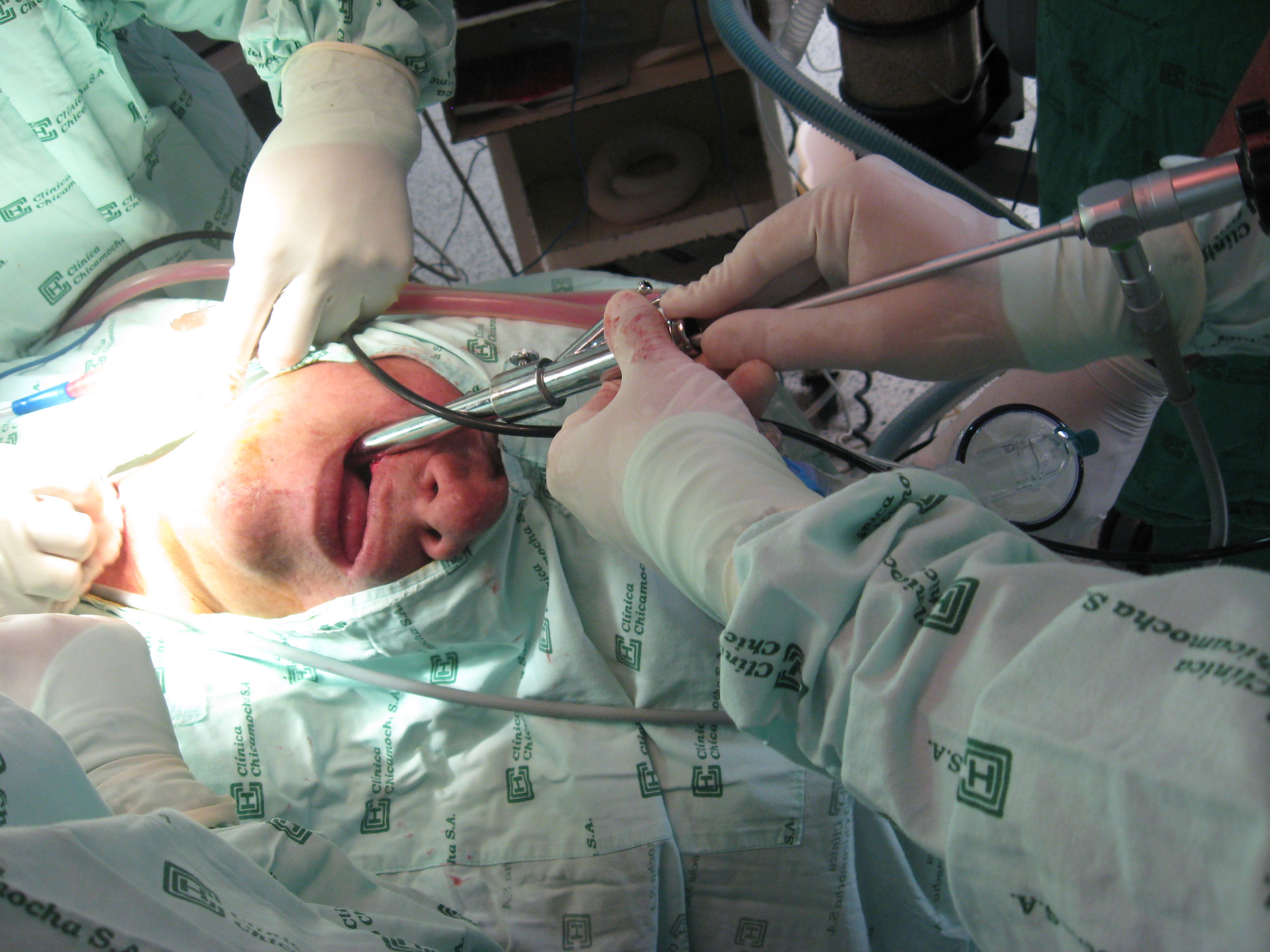
Nội soi ống cứng

Nội soi ống cứng thường được sử dụng để lấy dị vật.  Nội soi ống cũng thích hợp cho hồi phục sau hít phải dị vật do nó cho phép và bảo vệ đường dẫn khí, kiểm soát dị vật trong khi hồi phục.
Ho máu nhiều tương đương với mất hơn 600mL máu trong 24 giờ là một cấp cứu cần được bù dịch tĩnh mạch và nội soi ống cứng kiểm tra. Với lòng ống soi cứng lớn hơn ống mềm, nội soi ống cứng cho phép thực hiện các thủ thuật như đốt điện giúp kiểm soát chảy máu.

### Nội soi ống mềm
Nội soi ống mềm dài hơn và nhỏ hơn ống cứng. Nó chứa hệ thống sợi quang truyền một hình ảnh từ đầu dụng cụ về camera ở đầu kia. Bằng cách sử dụng dây cáp Bowden nối với một cần gạt ở tay cầm, đầu các dụng cụ cho phép các bác sĩ để điều chỉnh các dụng cụ vào từng phế quản thùy hay phân thùy. Hầu hết nội soi ống mềm có kèm một kênh để hút hoặc thiết bị khác, nhưng vẫn nhỏ hơn đáng kể so với nội soi ống cứng.
Nội soi ống mềm ít gây khó chịu cho bệnh nhân hơn ống cứng và thủ thuật có thể được thực hiện một cách dễ dàng và an toàn dưới liều an thần trung bình. Ngày nay, đây là kỹ thuật đựa lựa chọn nhiều nhất khi nội soi phế quản.

## Mục đích

### Chẩn đoán

Sơ đồ thực hiện nội soi phế quản

- Quan sát bất thường của đường dẫn khí
- Lấy mô trong phổi bằng sinh thiết, rửa phế quản hoặc chải phế quản.
- Để đánh giá chảy máu trong phổi có thể là ung thư, ho mãn tính, hoặc sarcoidosis

### Điều trị
- Để loại bỏ dịch tiết, máu, hoặc các dị vật kẹt trong đường dẫn khí.
- Phẫu thuật Laser cắt khối u hoặc u khí quản lành tính và hẹp phế quản
- Đặt stent để làm giảm chèn ép bên ngoài lòng khí quản do nguyên nhân ác tính hoặc lành tính
- Mở khí quản qua da,
- Đặt nội khí quản với nội soi ống mềm ở những bệnh nhân hẹp đường thở.

## Quy trình
Nội soi phế quản thường được thực hiện ở các phòng thủ thuật đặc biệt như phòng mổ, hồi sức hoặc nơi có đủ nguồn lực để xử trí những trường hợp cấp cứu về hô hấp. Bệnh nhân thường được dùng an thần và giảm tiết dịch (để ngăn chất tiết từ miệng cản trở việc quan sát), thường dùng atropine, và đôi khi là thuốc giảm đau như morphine. Trong quá trình thực hiện có thể dùng các thuốc an thần chẳng hạn như midazolam hoặc propofol.  Tê cục bộ thường dùng để làm tê màng nhầy của hầull thanh quản và khí quản. Bệnh nhân được theo dõi huyết áp, điện tim và oxy máu trong suốt quá trình thực hiện thủ thuật.
Nội soi ống mềm có thể thực hiện khi bệnh nhân ngồi hoặc nằm ngửa. Khi đưa ống soi vào đường hô hấp trên, các bác sĩ kiểm tra các dây thanh. Dụng cụ tiếp tục đi vào khí quản xuống hệ thống phế quản và mỗi khu vực đều được kiểm tra khi đi qua. Nếu phát hiện bất thường, có thể lấy mẫu bằng cách sử dụng bàn chải, kim, hay kẹp. Nội soi ống mềm cũng có thể được thực hiện trên bệnh nhân đặt nội khí quản, ví dụ như bệnh nhân trong đơn vị hồi sức. Trong trường hợp này, dung cụ được đưa qua một bộ tiếp hợp kết nối với ống nội khí.
Nội soi ống cứng được thực hiện dưới gây mê. Do ống nội soi cứng quá lớn nên không thể đặt đồng thời cả các thiết bị khác vào khí quản nên các thiết bị gây mê sẽ được nối với ống soi phế quản và bệnh nhân được thông khí qua ống soi phế quản.

## Biến chứng và nguy cơ
Ngoài những nguy cơ liên quan đến việc sử dụng thuốc, cũng có nguy cơ cụ thể liên quan tới thủ thuật. Mặc dù nội soi ống cứng có thể làm rách đường dẫn khí hay tổn thương các dây thanh, nhưng các nguy cơ của nội soi phế quản khá hạn chế. Biến chứng từ nội soi ống mềm là cực kỳ thấp. Biến chứng phổ biến bao gồm chảy máu quá nhiều sau sinh thiết. Sinh thiết có thể gây tràn khí màng phổi với tỷ lệ ít hơn 1%. Co thắt thanh quản là một biến chứng hiếm, nhưng đôi khi có thể cần đặt nội khí quản. Bệnh nhân có khối u hoặc chảy máu nghiêm trọng có thể gặp khó thở sau khi nội soi, đôi khi phù nề niêm mạc của đường hô hấp.